# Zoothamnium

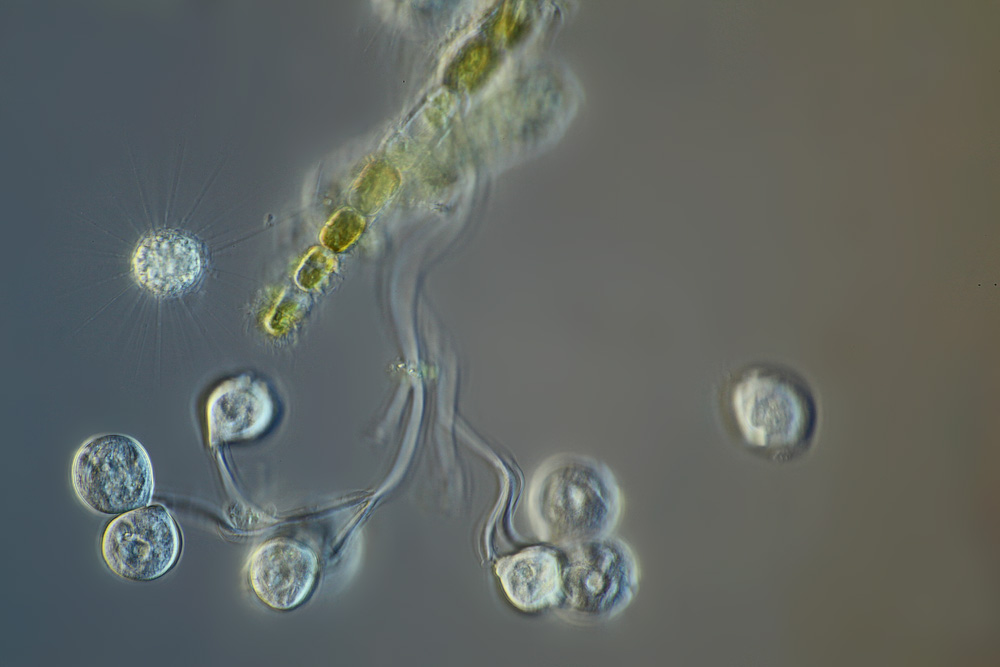
Zoothamnium

Zoothamnium ist eine Gattung aus der Gruppe der Wimpertierchen. Die mit der Familie der Glockentierchen (Vorticellidae) verwandten Einzeller sind 50 bis 120 Mikrometer groß und leben weltweit im Meer und im Brackwasser, können aber auch im Süßwasser vorkommen. Meist sitzen mehrere Einzelindividuen verzweigt auf einem gemeinsamen Stiel und bilden Aufwüchse von meist 2 bis 3 Millimetern Höhe, die mit freiem Auge sichtbar sind. Die Kolonien können jedoch auch eine Höhe von mehreren Zentimetern erreichen. Es gibt aber auch Arten, die keine solchen Kolonien bilden.

## Merkmale
Die Einzelzellen sind bei den verschiedenen Arten konisch bis fast kugelförmig. Sie besitzen am schmalen unteren Ende einen Stiel, durch den sie mit den anderen Individuen der Kolonie verbunden sind bzw. auf der Unterlage sitzen. In diesem Stiel verläuft zentral ein kontraktiles Myonem, das sich bis in die Zellkörper der Einzelindividuen erstrecken kann. 

### Kolonien
Dieses kontraktile Band, das sich ebenfalls verzweigt und durch die Stiele der gesamten Kolonie zieht ermöglicht es nicht nur den Einzelindividuen, sondern der gesamten Kolonie, sich ruckartig zusammenzuziehen. Die Stiele werden dabei nach einem Zick-Zack-Muster gefaltet, anders als bei der verwandten Gattung Vorticella aus der Familie der Vorticellidae, bei der sich die Stiele spiralförmig verkürzen. Man kann die Zoothamnium-Arten auch bei gestreckten Stielen von den Vorticellen unterscheiden, da bei diesen das kontraktile Band im ausgestreckten Zustand  sinusförmig durch die Stiele verläuft.
Die sessilen Zoothaminien haben alle Wimpern verloren, außer die Zilien des Mundapparats. Diese bilden einen Wimpernkranz, der sich um das Mundfeld des Einzellers windet und spiralförmig in Richtung eines sich verengenden Trichters führt. Dieser endet beim Cytostom, wo die Nahrung aufgenommen und in den Nahrungsvakuolen verdaut wird.

### Schwärmer
Die einzelnen Individuen können aber auch Schwärmer (Telotroch) bilden, die sich von der Kolonie lösen und frei schwimmen. In diesem Fall bildet sich durch Zellteilung eine Zelle mit einem Kranz von Trochalzilien, mit dessen Hilfe sich die Schwärmer im Wasser fortbewegen, um sich an einer günstigen Stelle wieder festzusetzen.

## Lebensweise
Zoothamnium ernährt sich von Bakterien. Die Kolonien leben an nährstoffreichen Stellen im Flachwasser oder als Ektokommensalen auf Kleinkrebsen oder größeren Tieren wie Muscheln oder Schildkröten.
Im schwefelwasserstoffreichen Habitat, speziell in Mangrovensümpfen lebt Zoothamnium niveum in Symbiose mit chemoautotrophen sulfidabbauenden Bakterien. Diese bedecken als Epibionten die gesamte Oberfläche der Kolonien von Zoothamnium niveum. Durch elementaren Schwefel kommt es zu einer weißen Färbung des Bakterienaufwuchses. Dieses Weiß hat zu dem Artnamen niveum (lat.: niveus; deutsch: schneeweiß) für die Zoothamnium-Art geführt.